# Christine Lieberknecht
Christine Lieberknecht (Weimar, 7 de mayo de 1958) es una política alemana de la Unión Demócrata Cristiana (CDU). Fue  ministra presidenta del estado federado de Turingia desde el 30 de octubre de 2009 hasta el 5 de diciembre de 2014. También se desempeñó como presidenta del partido político CDU de Turingia desde el 25 de octubre de 2009 hasta el 13 de diciembre de 2014.

## Biografía
Christine Lieberknecht nació en Weimar y se crio en el pueblo de Leutenthal, donde su padre era un pastor luterano. Terminó la escuela en 1976, estudió teología en la Universidad de Jena y se convirtió en una pastora luterana.
Lieberknecht era miembro de la CDU de la República Democrática Alemana desde 1981. En septiembre de 1989, fue una de las cuatro personas que escribieron la Carta de Weimar. En esa carta exigieron que la CDU terminará su alianza con el Partido Socialista Unificado de Alemania (SED).
Después de la reunificación alemana en 1990, Turingia se convirtió en un estado de Alemania. Lieberknecht se desempeñó en diferentes cargos políticos: Ministra de Educación entre 1990 y 1992; Ministra de Asuntos Federales y Europeos entre 1992 y 1999; Presidenta del Landtag de Turingia entre 1999 y 2004; líder del grupo parlamentario de la CDU en el Landtag de Turingia entre 2004 y 2008; y Ministra de Asuntos Sociales entre 2008 y 2009.
En 2009, la CDU perdió la mayoría absoluta en las elecciones estatales de Turingia. El ministro presidente de Turingia, Dieter Althaus, dimitió. La CDU formó una coalición con el Partido Socialdemócrata de Alemania (SPD) y Christine Lieberknecht se convirtió en ministra presidenta. El 5 de diciembre de 2014 fue reemplazada en este cargo por Bodo Ramelow de Die Linke, y el 13 de diciembre (día del congreso estatal de su partido) como presidenta de la CDU de Turingia por Mike Mohring. Tres días antes de dejar el cargo de Ministra-Presidenta, Lieberknecht había comunicado su decisión de no renovar este cargo.
Lieberknecht es la segunda mujer que ocupa el cargo de ministra presidenta en un estado alemán. La primera fue Heide Simonis en el estado de Schleswig-Holstein en 1993.